# 築帳蝠屬
築帳蝠屬（学名：Uroderma），哺乳綱、翼手目、葉口蝠科的一屬，而與築帳蝠屬（築帳蝠）同科的動物尚有黃耳蝠屬（大黃耳蝠）、大紋面蝠屬（大紋面蝠）、黃肩蝠屬（黃肩蝠）、紅果蝠屬（紅果蝠）等之數種哺乳動物。

## 下属物种
本属包括以下物种：
- Uroderma bakeri Mantilla-Meluk, 2014
- 筑帐蝠 Uroderma bilobatum Peters, 1866，尾皮蝠
- Uroderma convexum Lyon, 1902
- Uroderma davisi Baker & McDaniel, 1972
- 大鼻筑帐蝠 Uroderma magnirostrum Davis, 1968，大吻尾皮蝠